# Sébastien Champagne
Sébastien Champagne, né le 15 mars 1980 à Montréal, est un compositeur, arrangeur et directeur musical québécois. Il est également pianiste accompagnateur jazz à la Faculté de musique de l’Université Laval et professeur de piano jazz au département de musique du Cégep de Sainte-Foy.

## Formation scolaire et musicale
Sébastien Champagne grandit à Lévis à partir de 1983. Il fait ses études secondaires à l'École secondaire Les Etchemins. Il assure la direction musicale du projet La virée d’enfer en 2007.
Il détient une maîtrise en interprétation de la musique jazz et populaire, avec mention au tableau d'honneur de l'Université Laval. Il étudie aux côtés de James Gelfand et Steve Amirault, et effectue un stage à l'Académie du Domaine Forget, où il étudie avec Lorraine Desmarais et Tiger Okoshi.

## Genres musicaux et style de jeu
Sébastien Champagne évolue sur la scène du jazz et de la musique populaire de Québec depuis plus de 20 ans. Son jeu navigue entre tradition et modernité, explorant le jazz fusion, la musique latine et l'improvisation modale. En tant qu'interprète, son style oscille entre une énergie fougueuse et un profond lyrisme.
Depuis 1998, il fait des arrangements et compose pour différentes formations. Il se produit en tant que soliste, accompagnateur, arrangeur et musicien pigiste dans plusieurs projets de styles variés : « […] il décrit son style musical comme un melting pot de plein d'influences. Il pige dans les rythmes latins du pianiste Chick Corea, la touche classique de Bill Evans et les notes de blues et de swing d'Oscar Peterson ».

## Direction musicale, ensembles et tournées
Sébastien Champagne assume le rôle de chef d’orchestre pour les productions Bellita à partir de 2015 en participant à des centaines de spectacles, dont des productions anthologiques, des comédies musicales et des spectacles à grand déploiement.
Il dirige notamment :
- Le projet 5×5 (2004-2010, Théâtre Petit Champlain) [1]
- Le spectacle Showman avec Martin Fontaine (2005) [1]
- La production Cabaret au Théâtre du Trident, où il joue aussi clavier, accordéon et clarinette[7].

Il est membre du groupe Joel & The Outsiders, composé de Joël Thibault au saxophone, Gabriel Hamel à la guitare, François Moisan à la basse et de Jean-François Gagné à la batterie. Ce groupe de jazz fusion compte trois albums à son actif. Selon Joël Thibault, fondateur du groupe, Champagne serait « l’un des plus grands au Québec », une opinion qu’il justifie par la versatilité du musicien et sa capacité à exécuter rapidement de nouvelles idées.
Il se produit sur la scène du Festival international de jazz de Montréal avec son groupe Y-Nut, ainsi qu'en compagnie du quatuor de Philippe Côté.
Il accompagne à nouveau Martin Fontaine en tant que musicien pour le spectacle Elvis Experience présenté au Capitole de Québec, au Théâtre Saint-Denis à Montréal, ainsi qu'au Palais des sports de Paris.

## Discographie et réception
- En 2010, il sort son premier album de compositions originales, Esquisse[1].
- En 2022, il sort son deuxième album nommé Point de rencontre où il est accompagné de Carl Mayotte à la basse, Olivier Bussières aux percussions, Joël Thibault au saxophone, François Rioux à la guitare et de Marie-Claire Linteau à la voix, tous des musiciens bien établis de la scène jazz québécoise[11]. Denys Lelièvre, chroniqueur jazz, décrit son appréciation de certaines des compositions de Sébastien Champagne ainsi :  « Carl Mayotte et Olivier Bussières forment avec lui un trio qui dégage une belle intensité, qui est fort homogène. La pièce Esquisse no.2 évoque le goût de la mélodie manifeste chez le compositeur, ce côté impressionniste qui nous amène à faire le parallèle avec le travail du peintre qui procède par petites touches, dessinant des contours. Dans Café, le saxophoniste Joel Thibault crée ce puissant groove qui caractérise la musique de leurs projets en commun. Dans Cool Train Boogie, le guitariste François Rioux nous fait revivre les pas de géant opérés par le jazz de Duke Ellington à John Coltrane. Dans Point de rencontre et Sur l’onde, la voix de Marie-Claire Linteau évoque des horizons lointains, des espaces ouverts à de nouvelles rencontres. Bref, cet album est le fruit d’expériences multiples et diverses qui ont jalonné la route de Champagne. […] J’aime son timbre, l’effet de surprise de son jeu, son plaisir évident et contagieux de jouer. »[11]

## Chronologie des performances et faits marquants
- En 2002, il remporte le concours solo avec orchestre jazz de la Faculté de musique de l’Université Laval[12].
- Le 23 mars 2002, il accompagne la chanteuse Manon Poulin dans un spectacle présentant entre autres des chansons de Ginette Reno[13].
- En 2003, il participe à un évènement jazz à L’Autre Caserne qui met en lumières plusieurs des grosses pointures du jazz à Québec à ce moment, tel que François Bourassa, André Larue, Vincent Gagnon et Michel Côté[14].
- Le 16 novembre 2004, il participe aux midis jazz du pavillon universitaire Louis-Jacques Casault[15].
- Le 20 janvier 2005, il participe au concert jazz et musique populaire au Théâtre de la cité universitaire[16].
- En 2008, il fait son premier passage au festival de jazz de Lévis Etcetera, où il accompagne à l’orgue une messe gospel avec les chœurs du Cégep de Lévis et du Campus Notre-Dame-de-Foy (CNDF)[17].
- Le 6 août 2008, il partage la scène avec Carole Légaré lors d'un concert à la Salle Louis Fréchette du Grand Théâtre de Québec, mêlant la poésie de Félix Leclerc à des influences jazz[18].
- Le 13 avril 2009, il se produit au Vieux Bureau de Poste avec le Quartette Sébastien Champagne composé de Sébastien Champagne au piano, Alexandre Dion au saxophone, Ian Simpson à la contrebasse et de Denis Cantin à la batterie[19].
- Le 5 novembre 2009, il accompagne au piano François Moisan (basse), Joël Thibault (saxophone), Jeff Gagné (batterie) et Michel Rondeau (chant). Une représentation supplémentaire du spectacle est ajoutée. Ils y interprètent les grands succès de Ray Charles, Tom Jones, Engelbert Humperdinck, Michael Bublé, Elvis Presley, etc.[20]
- Du 14 au 21 mars 2011, il séjourne à Grand-Quevilly accompagné de l'artiste lévisienne Carole Légaré. Selon le bilan de la Francofête de cette même année : « Ils ont été reçus par la Ville et l’Association France-Québec qui leur avaient préparé un programme d’activités fort diversifié : accueil à la mairie de Grand Quevilly, animation à l’espace Lévis, animation à la médiathèque à l’occasion du Printemps des poètes, animation devant quatre classes au théâtre de la ville Charles Dullin, spectacle intégral en soirée à la Grange du Grand Aulnay, journée francophone en collaboration avec l’Association Citoyens du Monde, animation dans un centre commercial et visites à Rouen, à Honfleur et à Dieppe. »[21]
- En 2013, il est claviériste aux côté du pianiste et compositeur Steve Barakatt pour une série de spectacles en Corée du Sud[1].
- En 2016, il prend part à l’animation musicale aux côtés de la chanteuse Carole Legaré lors d’un défilé de mode patrimoniale, mettant en valeur une collection de vêtements des années 1950, avec un répertoire musical de la même époque[22].
- Le 18 septembre 2016, il clôt la saison musicale des Beaux dimanches du Domaine Pointe-de-Saint-Vallier au piano avec ses airs de jazz favoris, mais aussi quelques compositions de son cru[23].
- Le 18 juin 2017, au Domaine Pointe-de-Saint-Vallier, il accompagne la chanteuse Carole Légaré au piano lors de la commémoration du 40e anniversaire du décès de Jacques Prévert[24].
- En 2019, il anime à nouveau les beaux dimanches du Domaine Pointe-de-Saint-Vallier[25].
- Le 18 août 2019, il prend part au spectacle en plein air à Lévis. La programmation est publiée par le Service des arts et de la culture de la Ville de Lévis[26].
- En septembre 2020, malgré les restrictions dues à la pandémie, il contribue à la vie musicale de Québec en participant aux soirées Jazz au clair de lune sur l'Avenue Maguire[27].
- En 2021, dans le cadre du Festival Jazz etcetera Lévis, il fait partie des musiciens ayant participé au parcours déambulatoire musical et artistique guidé soi, Le parcours des Temps qui courent[28].
- En 2022, il accompagne au piano la chanteuse Marie-Catherine Bouchard lors de son hommage à Barbara dans le cadre des Dimanches en musique[29].
- Le 24 avril 2022, dans le cadre des Dimanches en musique, il accompagne au piano la formation Midnight Jazz en formule trio formée de la chanteuse Chantal Morissette et du guitariste Gabriel Hamel au Couvent de Beauport[30].
- Le 3 juillet 2022, il performe au District Saint-Joseph dans le cadre du Festival Québec Jazz en juin[4].
- Le 22 janvier 2023, il accompagne au piano et claviers le bluesman beauportois Mike DeWay pour le lancement de son 6e album, accompagné de quatre autres musiciens, soit André Larue au saxophone, Jean-Pierre Bisson à la basse et Luc Tremblay à la batterie. Le spectacle a lieu à La Chapelle spectacles à Vanier[31].
- Le 3 novembre 2023, il présente ses compositions lors d'un concert solo à la salle Henri-Gagnon du pavillon Louis-Jacques Casault. Le tout prend place dans un contexte sonore intime, acoustique et sans amplification. Sébastien Champagne décrit l'ambiance ainsi : « Pour le spectateur, c'est toujours un peu spécial de voir la scène avec un simple piano, on a l'impression d'être tout seul avec le musicien. Pour moi, c'est comme si je chuchotais quelque chose. »[5]
- Le 17 novembre 2024, il aide à faire la promotion de l'ouverture de la nouvelle succursale de MSP Musique à Charny, dans le cadre de la journée Yamaha, en donnant un concert sur leur nouveau piano à queue[32].